# Ulož.to Disk
Ulož.to Disk (dříve pouze Ulož.to) je české cloudové úložiště. Služba využívá cloud computingu a je poskytována tzv. freemium modelem, kdy je s omezenými funkcemi k dispozici zdarma. U vybraných formátů nabízí obrazové či video náhledy (obrázky, dokumenty, videa, archivy, audia). Portál je dostupný v českém, slovenském a anglickém jazyce. Provozovatelem je v roce 2023 společnost Cloud Platforms a.s. Doména využívající doménového hacku je registrována na Tonze (.to).
Ulož.to dříve umožňovalo veřejné (dostupné ve vyhledávání) i neveřejné (přes URL odkaz) sdílení souborů mezi uživateli. K 1. prosinci 2023 však dle vyjádření společnosti byla tato funkce odstraněna v reakci na předpis Evropské unie nařízení o digitálních službách (DSA). Reálným důvodem však bylo české znění autorského zákona, kvůli kterému firma čelila řadě soudních sporů a již chtěla vzdát jejich složitou obhajobu. Jedna ze schvalovatelek evropského nařízení europoslankyně Markéta Gregorová (Piráti) upozornila, že danou skutečnost uznal i spolumajitel Ulož.to, avšak s ní odmítl vyjít na veřejnost.
Většinu obsahu představovala do roku 2023 díla chráněná autorským právem, aniž by za to jejich držitelé byli nějak kompenzováni. Proto bývala služba označována jako pirátské úložiště.

## Soubory
Uživatel může nahrávat soubory maximální dostupnou rychlostí, nemá-li však kredit nebo měsíční či roční předplatné, může je stahovat jen s limitem 300 kB/s. Soubory je možno přejmenovávat, zabezpečovat, mazat a organizovat do složek.

## Přidružené služby

### Ulož.to LIVE
Sesterská služba pro sledování videí online. Obsah je regulován a nahrávat mohou pouze partnerské kanály, jako například:[zdroj?]
- Bandzone – hudební klipy českých kapel
- Titul.in – možnost sledovat videa v originálním znění s českými titulky
- Vivala – hudební klipy regionálních i známých interpretů
- Multifest – studentské krátkometrážní semestrální filmy

### PINKfile
Zrušená služba s erotickým obsahem. Do roku 2015 byly soubory s erotickým obsahem umístěny ve zvláštní sekci přímo na uloz.to. V souvislosti s oddělováním erotického obsahu čelil v témže roce provozovatel kritice za to, že na PINKfile automaticky přesouval i některé soubory bez erotického obsahu (například běžné snímky dětí).
Na službu PINKfile.cz přesměrovávala doména souloz.to.[zdroj?]

## Historie
2007
- Květen – Odstartování projektu
- Srpen – Spuštěno fulltextové vyhledávání

2008
- Únor – Nová verze, přidán Upload klient (Ulož.to File Manager), podpora registrace, přehled o souborech, vytváření složek

2010
- Říjen – vytvořena sekce Ulož.to LIVE, na které se dají sledovat krátká videa on-line

2014
- Duben – Na detailu souboru[ujasnit] je varování o malware

2015
- Červen – PORNfile.cz – oddělení erotického obsahu mimo Ulož.to
- Listopad – Uvedení mobilní aplikace pro Android

2016
- Březen – Přehratelné náhledy některých typů souborů (streaming videosouborů)
- Srpen – Systematické odstraňování malware s využitím antivirového programu Avast

2017
- Květen – Uvedení mobilní aplikace pro zařízení Apple s iOS

2018
- Únor – Nové filtry i ovládání pro Vyhledávání souborů, spuštění služby Ulož.to cloud (v betaverzi)
- Září – Možnost streamované videoukázky zdarma, automatické mazání souborů s detekovaným malware
- Listopad – Obrazové náhledy pro dokumenty

2020
- Září – Přechod na HTTP/2

2023
- Leden – Odstranění integrovaného vyhledávání a nahrazení veřejnými vyhledávači třetích stran. Oddělení služby pro sdílení videí Uloz.to LIVE ze služby Ulož.to. Ulož.to LIVE je nyní dostupné pod adresou ulozto.live a je provozována jinou společností. Tato změna reaguje na úpravy v evropské legislativě.
- Březen – Ulož.to mění název na Ulož.to Disk
- Prosinec – Ulož.to omezuje přístup pro neregistrované uživatele a těm registrovaným umožňuje přístup pouze k souborům jimi uloženým – zaniká tak možnost sdílení souborů mezi uživateli[1][2]

## Galerie

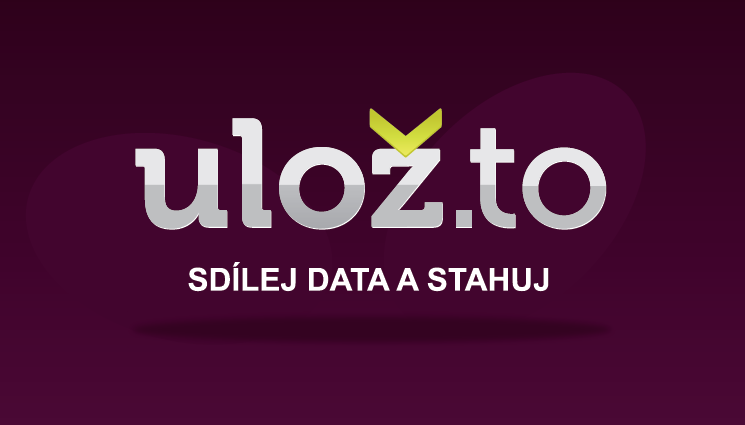
Logo Ulož.to v roce 2010
Logo Ulož.to v roce 2016
Logo Ulož.to v roce 2022 v reakci na ruskou invazi na Ukrajinu